# Zygothrica nigra
Zygothrica nigra är en tvåvingeart som beskrevs av David Grimaldi 1987. Zygothrica nigra ingår i släktet Zygothrica och familjen daggflugor.
Artens utbredningsområde är Panama. Inga underarter finns listade i Catalogue of Life.